# Parc scientifique de Hsinchu

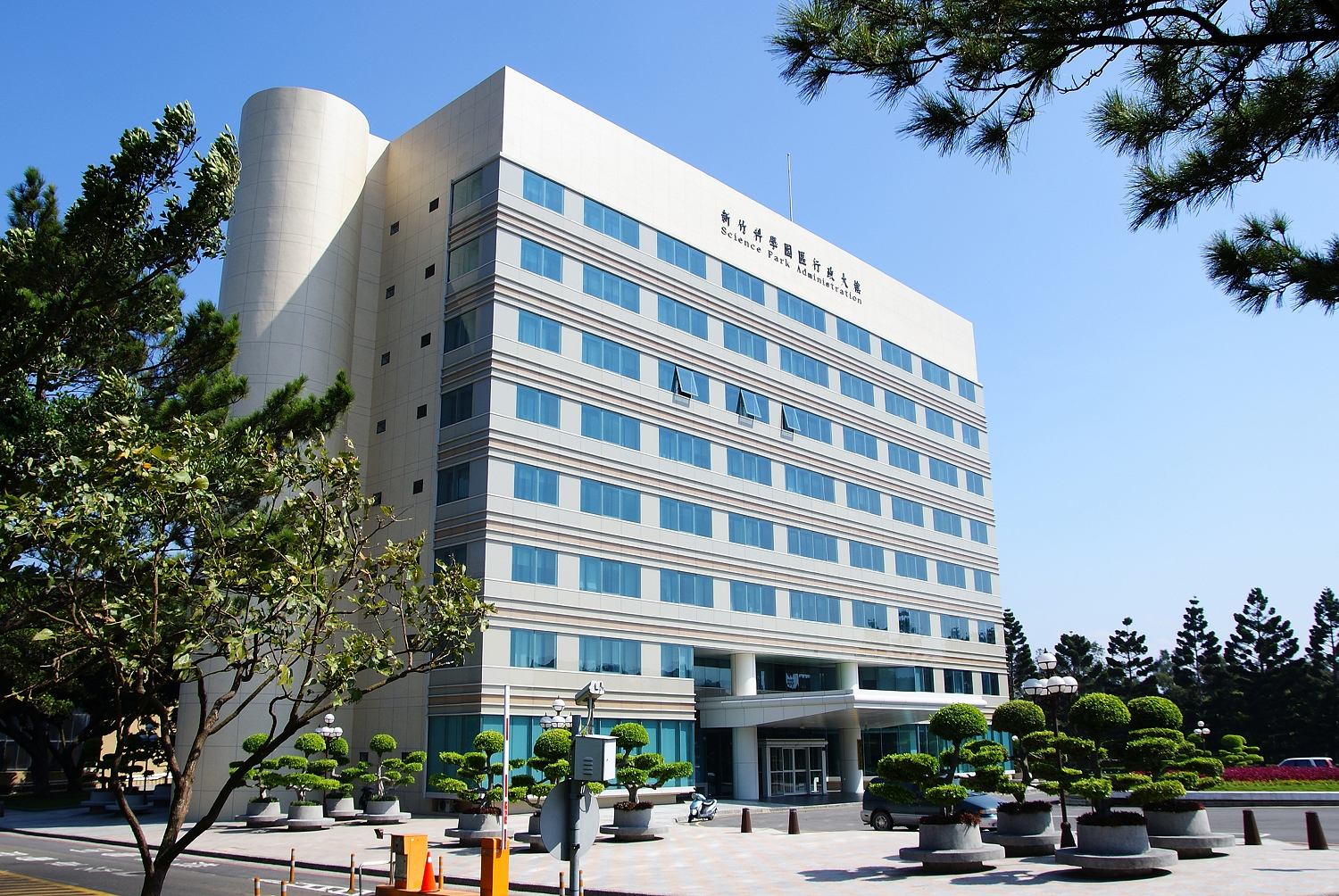
Centre administratif du parc scientifique de Hsinchu (2010).

Le parc scientifique de Hsinchu (chinois traditionnel : 新竹科學工業園區 ; pinyin : Xīnzhú Kēxué Gōngyè Yuánqū), ou, selon sa dénomination officielle, parc industriel et scientifique de Hsinchu, est un parc scientifique créé en 1980 dans la ville provinciale de Hsinchu, sur l'île de Taïwan, en Asie de l'Est. 

## Localisation
Le parc scientifique de Hsinchu est composé de six complexes industriels et scientifiques répartis sur cinq municipalités du Nord de l'île de Taïwan. Le site historique et principal est situé dans le district Est (en) de la ville de Hsinchu. Il s'étend sur 653 ha,  300 m environ à l'est de l'autoroute nationale 1 qui s'étire du nord au sud de l'île, et relie Kaohsiung à Keelung.
Outre le complexe originel, les cinq autres sites sont les suivants 
- le Jhunan Science Park development situé dans le comté de Miaoli[2]
- le Longtan Science Park development situé à Taoyuan
- le Tongluo Science Park development situé dans le comté de Miaoli
- le Yilan Science Park development situé dans le comté de Yilan
- le Biomedical Park situé dans le comté de Hsinchu.

## Historique
Crée en 1980, le parc s'est rapidement étendu avec la montée en puissance de Taïwan dans l'industrie des semiconducteurs. 150000 personnes y travaillent aujourd'hui, dans plus de 400 entreprises.
Le parc accueille notamment le leader mondial des semi-conducteurs, l'entreprise taïwanaise TSMC dont il héberge le siège social.